# Hilya

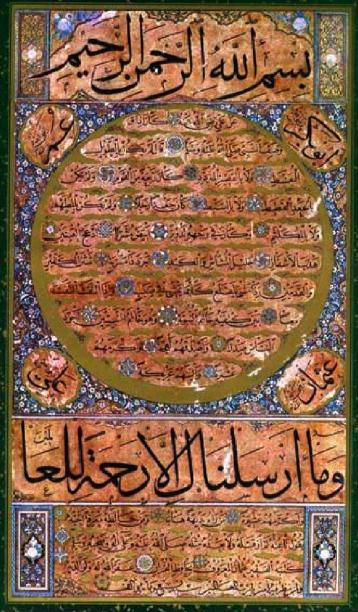
Eine ḥilya von Hâfiz Osman (1642–1698), der das Standardformat für diese kalligrafische Kunstform etablierte

Der Ausdruck ḥilya (arabisch حِلْيَة ‚Schmuck, Zierrat, Ornament‘; Pl. حلى / ḥilan, ḥulan) oder hilye (als Lehnwort im Türkischen, Pl. hilyeler) bezeichnet im Kontext der islamischen Kalligrafie und islamischen Literatur eine Textgattung und bildliche Gestaltungsweise, in welcher innere und äußere Eigenschaften des Propheten Mohammed basierend auf schriftlich überlieferten und religiös tradierten Angaben beschrieben und ornamental oder figurativ dargestellt werden. Im 17. Jahrhundert bildeten diese ḥilyas im Osmanischen Reich die Grundlage für eine neue kalligrafische Kunstform mit einem geometrischen Standardformat. Solche Werke fanden dann beispielsweise als Wandschmuck regionale Verbreitung.

## Texte
Eine ḥilya-i šarīfa, oft einfach nur ḥilya genannt, ist eine in kalligrafischer Form ausgeführte Beschreibung der äußerlichen und innerlichen Eigenschaften des Propheten. Die Grundlage hierfür bilden überlieferte Aussagen über Mohammeds körperliches Erscheinungsbild und seine Charaktereigenschaften. Ein berühmtes Beispiel ist eine Beschreibung, die auf Mohammeds Schwiegersohn und Vetter ʿAlī ibn Abī Tālib zurückgeführt wird; eine andere viel zitierte Beschreibung wird auf eine Frau namens Umm Maʿbad zurückgeführt, die Mohammed einmal begegnet war.
In sehr kleiner Naschī-Schrift ausgeführt, wurden sie von frommen Muslimen in einer Brusttasche getragen. Später wurden überlieferte Beschreibungen Mohammeds kombiniert und zu Dichtungen verarbeitet, von denen die 1599 verfasste, mehr als 700 Verse umfassende Hilye-i Şerif des türkischen Dichters Ḫāqānī Meḥmed (gestorben 1606–07) die bekannteste ist.

## Kunstform
Im Osmanischen Reich entwickelte sich, ausgehend von den Kalligrafien von Hâfız Osman (1642–1698), eine Kunstform (türkisch „hilye“), die Beschreibungen von Mohammeds Gestalt in visuell ansprechender Form darstellte. Solche kalligrafischen Werke wurden oft gerahmt und als Wandschmuck in Häusern, Moscheen und Schreinen aufgehängt. Sie erfüllten damit eine ähnliche Funktion wie Abbildungen von Jesus in der christlichen Tradition. Als ornamentale Schriftkunst stellten sie eine ästhetisch ansprechende symbolische Darstellung des Propheten dar, ohne das innerhalb des Islam umstrittene Bilderverbot im Islam zu verletzen.
Im Zentrum von ḥilyas steht eine Beschreibung, welche die Schönheit von Mohammeds äußerer Erscheinung und seinem Charakter hervorhebt. Sie enthalten eine verbale Beschreibung von Mohammeds Aussehen, überlassen es aber der Vorstellungskraft des Lesers, diese in ein inneres Bild des Propheten umzusetzen. Dies entspricht dem vorherrschenden Ideal unbildlicher Darstellungsformen in der islamischen Rechtswissenschaft. Im Iran wurde allerdings öfters auch ein Porträt von Mohammed oder Ali beigegeben.

### Standardformat

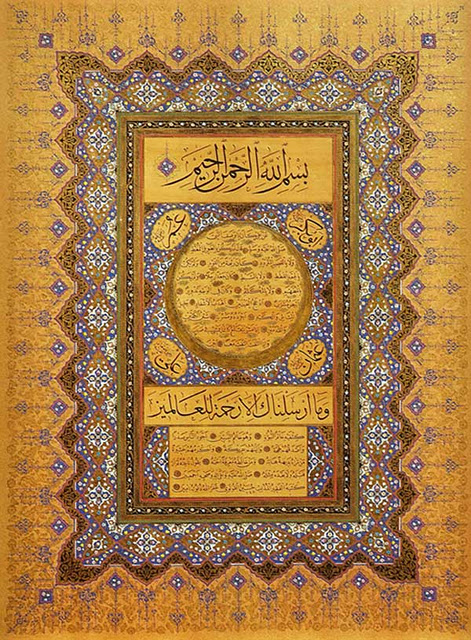
Ḥilya von Kazasker Mustafa İzzet Efendi (1801–1876)

Hâfiz Osman entwickelte das Standardformat der ottomanischen hilye, das aus den folgenden Elementen besteht:
- Baş makam: die Kopfzeile mit einer Basmala.[2]
- Göbek (Nabel): ein kreisrundes Feld, das den ersten Teil des in Naschī-Schrift geschriebenen Haupttextes enthält.[2][13]
- Hilâl (Mondsichel): ohne Text und oft in Gold; zusammen symbolisieren Nabel und Mondsichel auch Sonne und Mond.[2][13]
- Kösheler (Ecken): gewöhnlich vier rundliche Elemente, die den Nabel umgeben und die Namen der vier rechtgeleiteten Kalifen (al-ḫulafāʾ ar-rāšidūn) enthalten.[13] Die Reihenfolge ihrer Nennung entspricht der sunnitischen Lehre, d. h. der historischen Chronologie ihrer Herrschaft, ohne Vorrangstellung (tafḍīl) des vierten Kalifen ʿAlī. Von rechts nach links: Abū Bakr, ʿUmar, ʿUthmān, ʿAlī, stets verbunden mit der tarḍiya „Gott habe Wohlgefallen an ihm.“

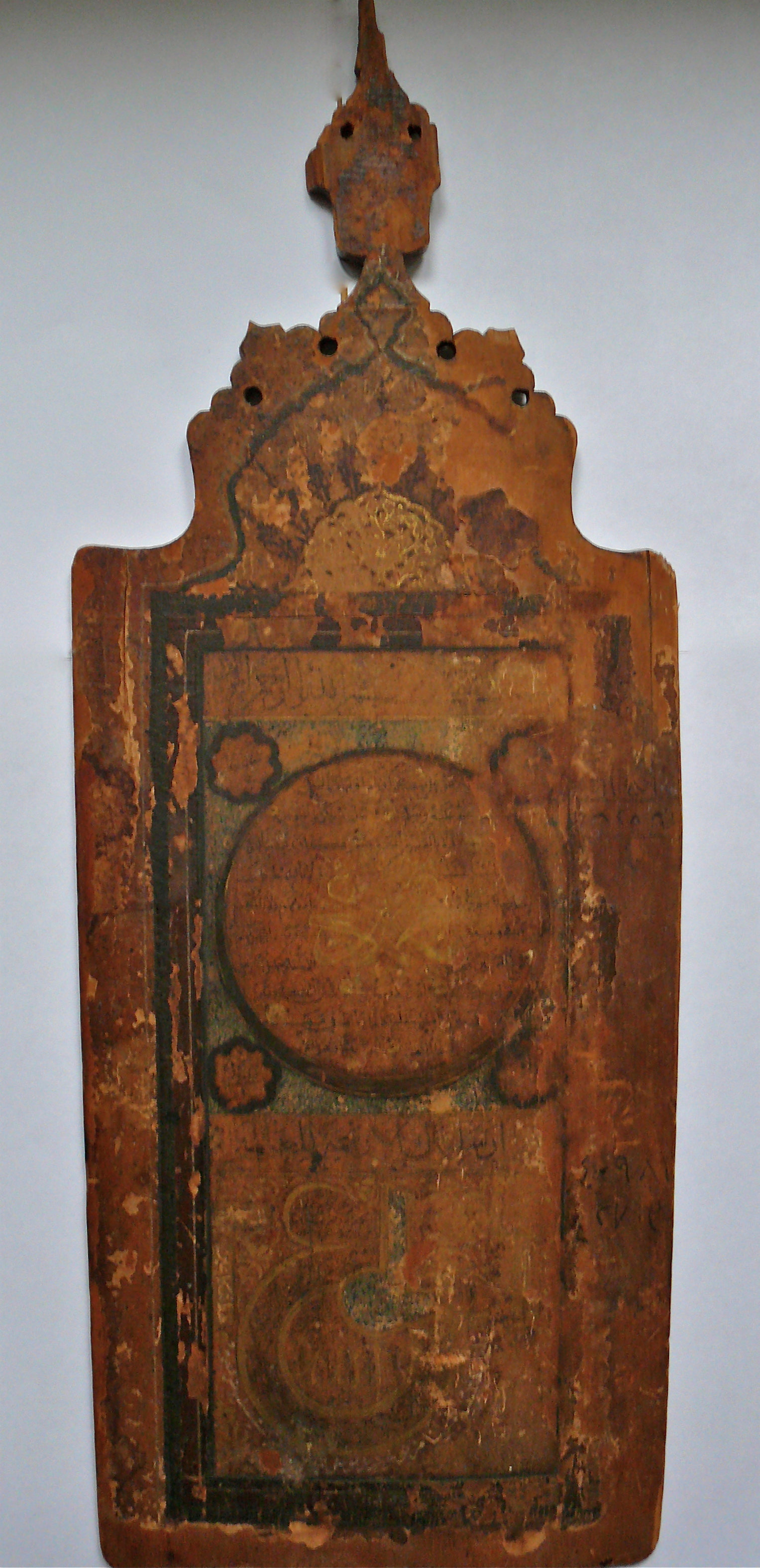
Ḥilya als Wandschmuck. Oben: der Prophetenname mit Segenswünschen; unten: Allah mit seinen Beinamen nebst Bittgebet. Die Trennungslinie ist mit Sure 21, Vers 107 ausgefüllt.

- Ayet (Vers): Feld unterhalb des Nabels und der Mondsichel mit einem Koranvers, in der Regel Sure 21, Vers 107: „Und wir haben dich nur deshalb (mit der Offenbarung) gesandt, um den Menschen in aller Welt Barmherzigkeit zu erweisen.“ Manchmal auch Sure 68, Vers 4: „Und du bist eine gewichtige Persönlichkeit“, oder Sure 48, Vers 28–29: „Gott genügt (dafür) als Zeuge. Mohammed ist der Gesandte Gottes“.[2][13]
- Etek (der „Rock“ oder untere Abschnitt): hier stehen die Fortsetzung des im Nabel enthaltenen Haupttextes, ein kurzes Gebet und die Unterschrift des Künstlers.[2]
- Koltuklar („Achseln“): zwei Felder zu beiden Seiten des unteren Abschnittes, die in der Regel nur als Zierelemente dienen und keinen Text enthalten. Manchmal sind dort aber auch Namen von Prophetengefährten, vor allem die Namen derjenigen sechs weiteren Gefährten angeführt,[2][13] denen, neben den ersten vier Kalifen, Mohammed das Paradies versprochen haben soll (al-mubaššarūn al-ʿašara).[14]
- Iç bzw. dış pervaz (innerer und äußerer Rahmen): Zierrahmen, die den Text umgeben.[13]

Im Vers und den Ecken wird in der Regel Thuluth-Schrift verwendet, während die Basmala in der Kopfzeile in Muḥaqqaq oder Thuluth ausgeführt ist. Dies sind die Standardelemente, aber es gibt gelegentlich auch Abweichungen vom Standardmodell. Die Erstellung von mindestens einer ḥilya mit den drei Schriftarten Muḥaqqaq, Nasch und Thuluth gehörte seit Osman zu den Pflichtübungen für jeden türkischen Kalligraphen.

### Verbreitung
Die geografische Verbreitung der ḥilya-Kalligrafie beschränkt sich im Wesentlichen auf die Türkei, Südosteuropa und den östlichen Mittelmeerraum; es gibt allerdings auch außerhalb dieser Regionen Künstler, die ḥilyas erstellen, so zum Beispiel den pakistanischen Kalligrafen Rasheed Butt (* 1944) und den amerikanischen Kalligrafen Mohamed Zakariya (* 1942).

## Beispiele

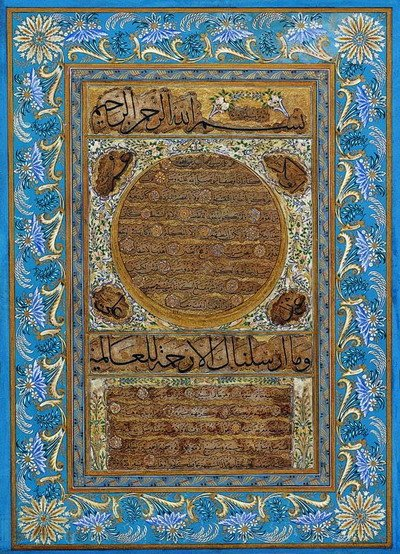
Ḥilya von Hâfiz Osman
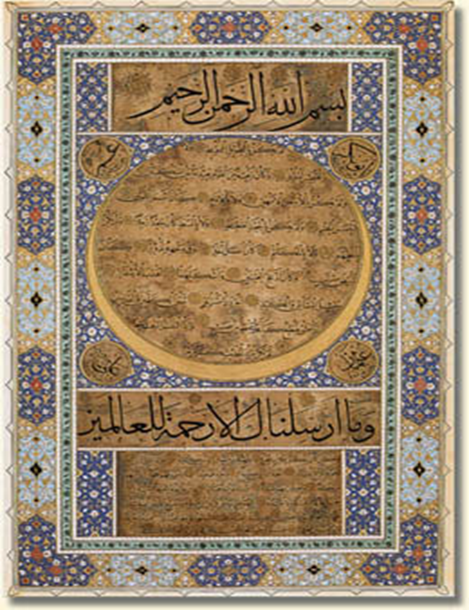
Ḥilya von Hâfiz Osman
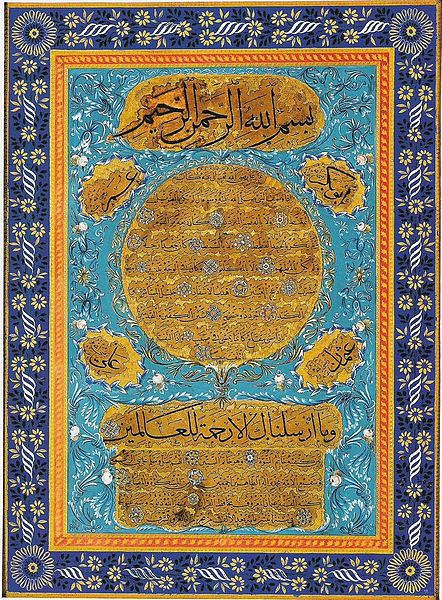
Ḥilya von Hâfiz Osman
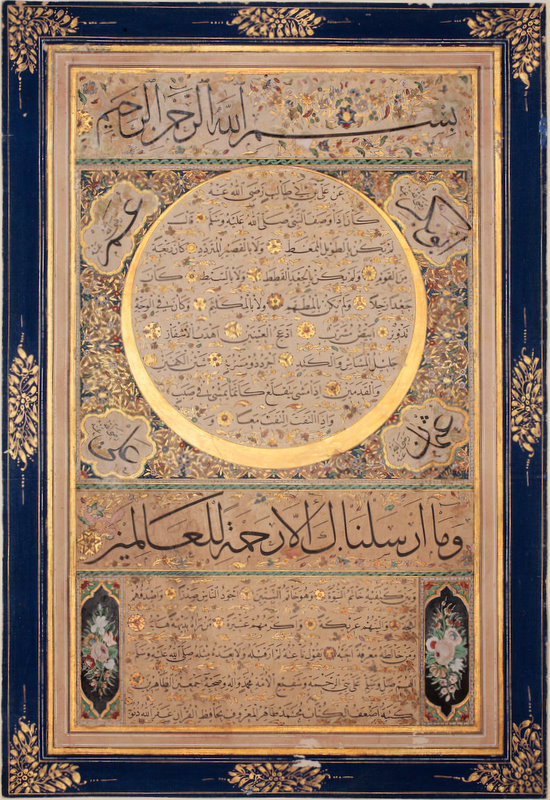
Ḥilya von Mehmed Tahir Efendi
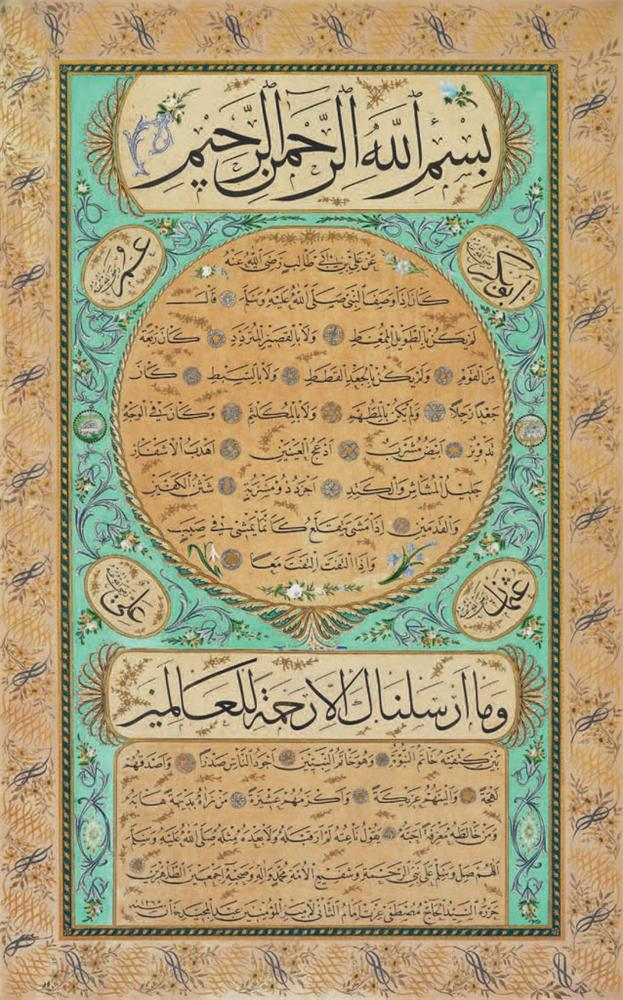
Ḥilya von Kazasker Mustafa İzzet Efendi